# La bambina
La bambina è il primo romanzo della scrittrice italiana Francesca Duranti, pubblicato nel 1976 da La Tartaruga.

## Trama
Durante il secondo conflitto mondiale all'interno di un'antica villa lucchese governata da una matriarca forte e colta trovano rifugio ebrei e perseguitati politici, mentre nel grande parco antistante si accampano degli ignari quanto brutali ufficiali tedeschi.

## Critica
Il romanzo è stato interpretato come esempio di testo letterario cui è applicabile la categoria di “bene culturale”: la dimensione autobiografica, infatti, si allarga fino a divenire testimonianza di eventi storici collettivi e memoria di costumi sociali del passato.

## Edizioni
- Francesca Duranti, La Bambina, Milano, Rizzoli, 1985.